# Gyík csillagkép
A Gyík (latin: Lacerta) egy csillagkép.

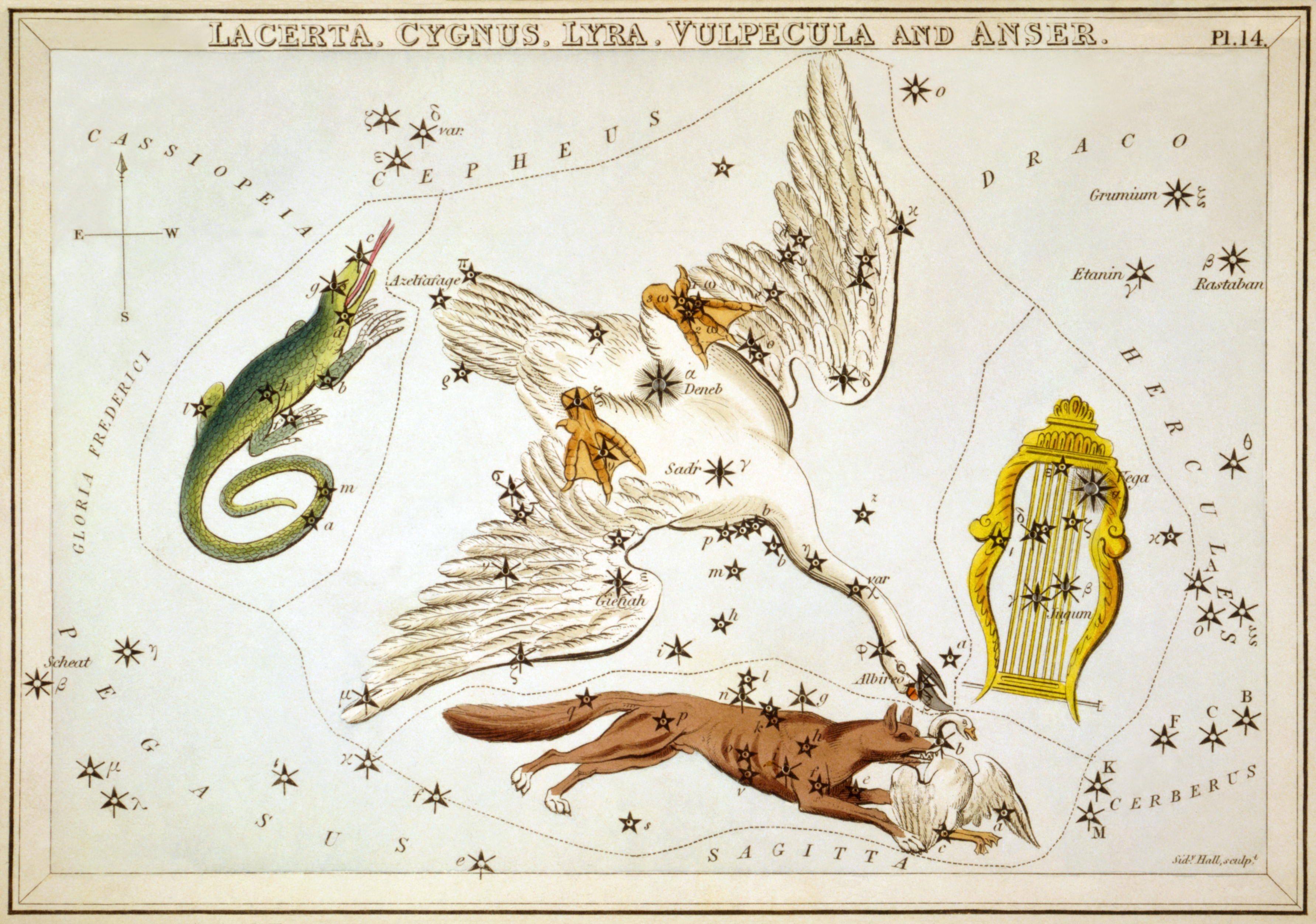
A Gyík, a Hattyú, a Kis Róka, a Lúd és a Lant csillagkép

## Története, mitológia
A csillagképet Johannes Hevelius lengyel csillagász vezette be 1687-ben.

## Látnivalók

### Csillagok
Jelentéktelen csillagkép az északi égbolton, a megfigyelése nagy nyílású távcsővel ajánlott.
- α Lacertae: sárga színű, mintegy 65 fényév távolságra lévő csillag, a látszólagos fényessége 3,8m.
- ß Lac: harmadrendű fehér óriás, mintegy 125 fényévnyire van a Földtől.
- γ Lac: 4 magnitúdós, kékesfehér csillag, a távolsága 120 fényév.
- Roe 47: öt komponensből álló csillagcsoport, a csillagok fényrendje 5,8m, 9,8m, 10,1m, 9,4m és 9,8m.
- ADS 16402: kettőscsillag. A B komponense körül egy Jupiter nagyságú bolygó kering (HAT–P–1 b), amelynek sűrűsége a parafadugóéval egyezik.

### Mélyégobjektumok
- NGC 7243 nyílthalmaz

### Egyéb objektumok
- BL Lacertae: egy távoli galaxis magja, valószínűleg fekete lyukakkal.
- HAT–P–1 b exobolygó: magyar szakemberek által felfedezett objektum, egy kettőscsillag egyik tagja körül kering 4,5 napos periódussal.

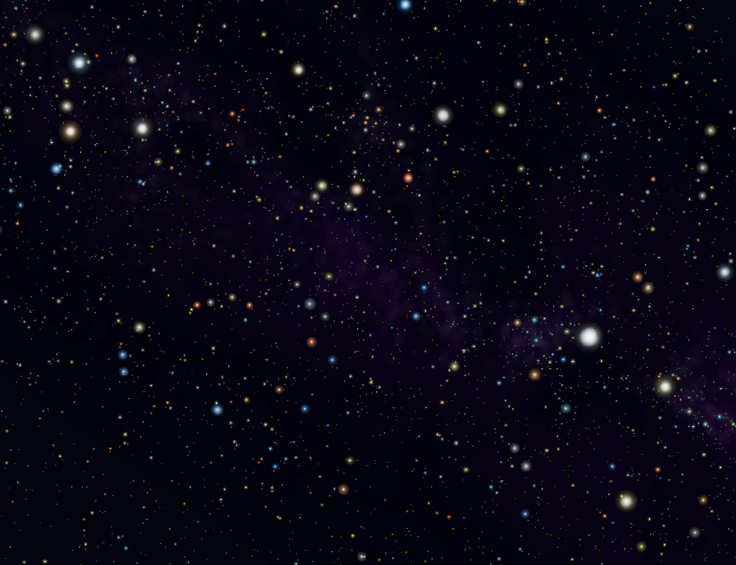
A Gyík csillagkép

## Fordítás
- Ez a szócikk részben vagy egészben  a   Lacerta című angol Wikipédia-szócikk fordításán alapul.  Az eredeti cikk szerkesztőit annak laptörténete sorolja fel. Ez a jelzés csupán a megfogalmazás eredetét és a szerzői jogokat jelzi, nem szolgál a cikkben szereplő információk forrásmegjelöléseként.